# Radkasten
Als Radkasten, Radhaus oder Radeinbau wird das Gehäuse bezeichnet, in dem sich ein Rad befindet. Je nach Einsatzbereich dient dies dem Spritz- oder Verwitterungsschutz sowie der Unfallverhütung.
Man unterscheidet insbesondere zwischen Radkasten (oder Radhaus) bei Autos, Schiffen und Mühlen.

## Radkasten bei einem Auto

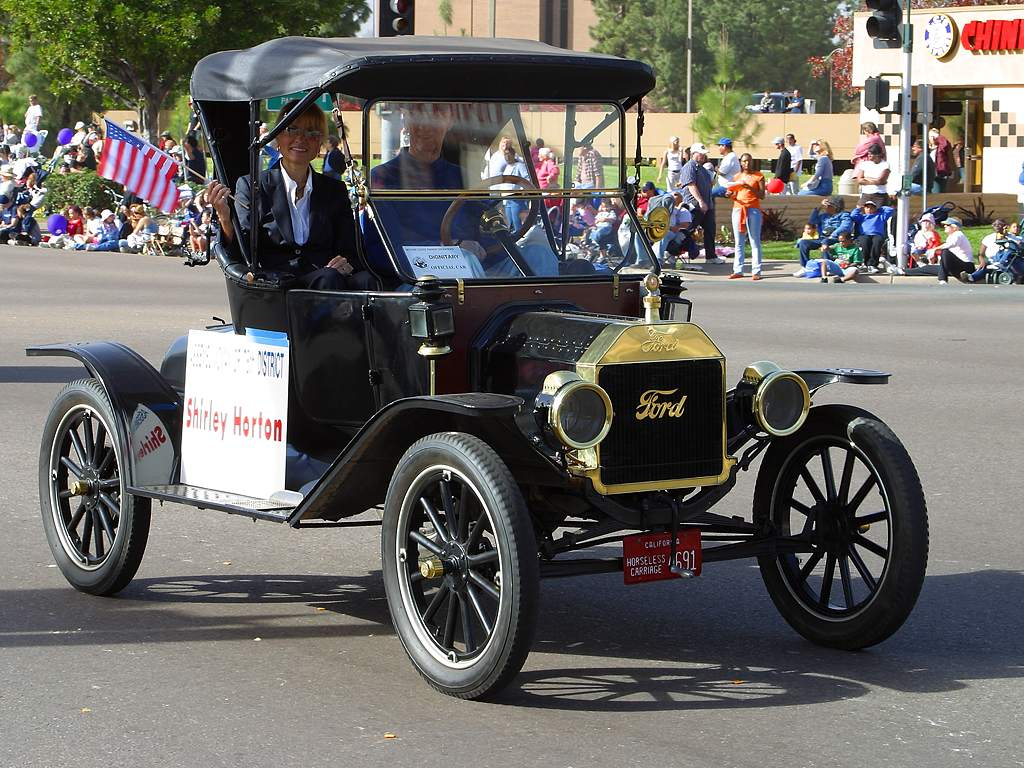
Ford T nur mit Schutzblechen

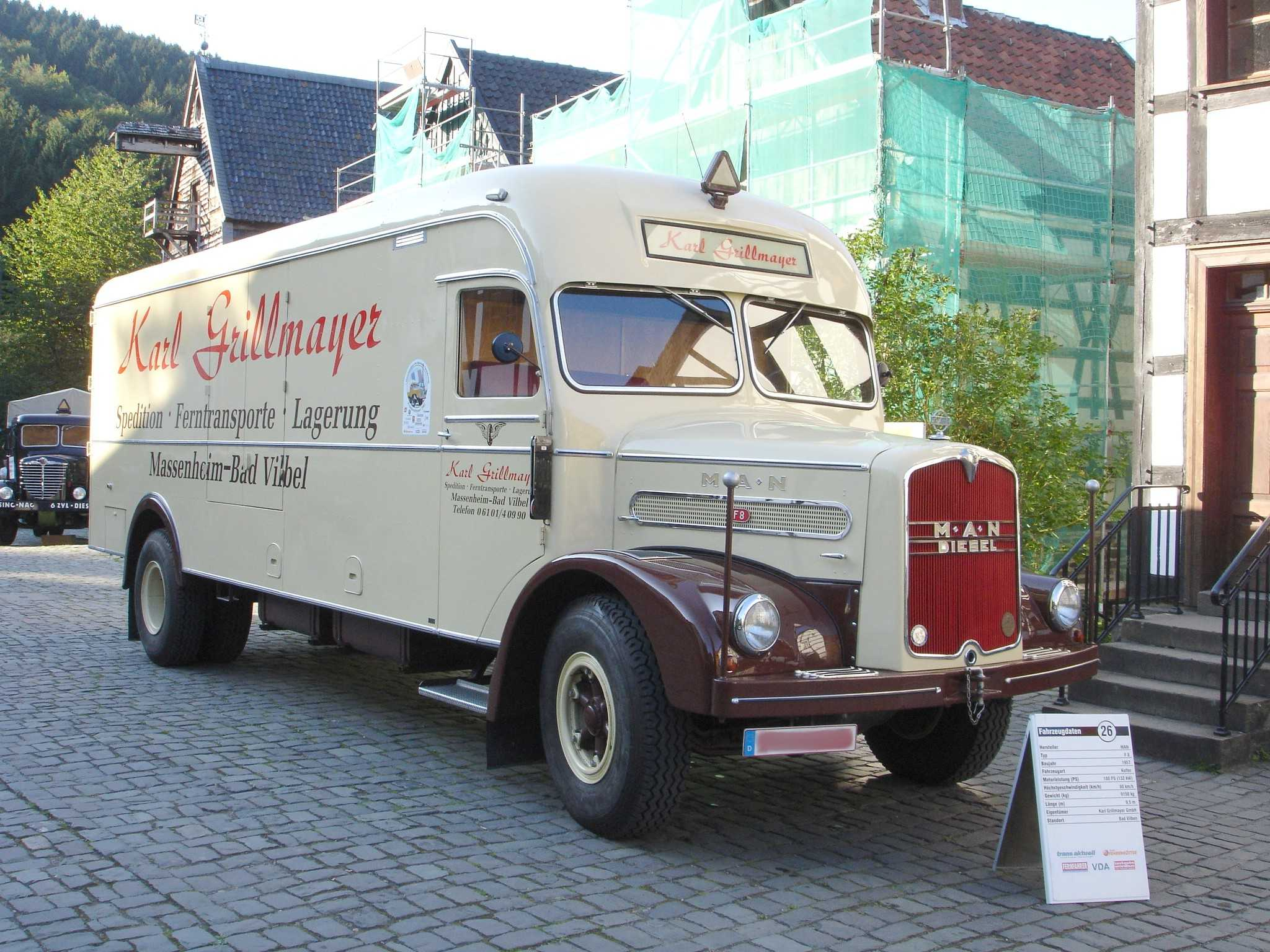
MAN F8, hinten Radhäuser, vorne große Schutzbleche

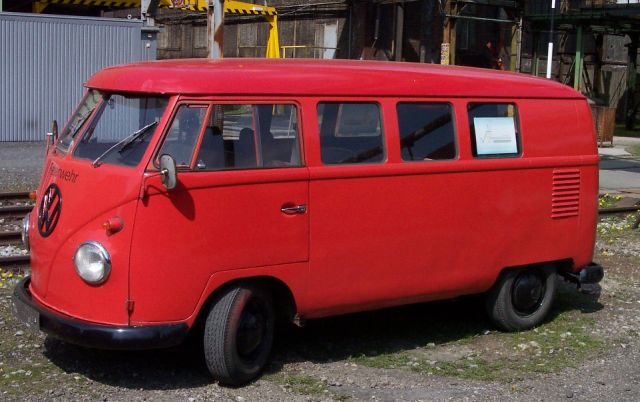
Volkswagen Transporter T1 mit vier Radhäusern

Bei Kraftfahrzeugen ist der Radkasten, der auch als Radhaus bezeichnet wird, die Aussparung an der Karosserie, in dem die Räder angeordnet sind. Bei Autos erfüllen die Radkästen mehrere Funktionen:
- (teilweise) Kraftübertragung von der Radaufhängung auf die Karosserie (nur bei selbsttragender Karosserie),
- Spritzschutz gegenüber Kabine, Motorraum und Umgebung,
- Fußgängerschutz.

Dabei muss das Radhaus ausreichend Platz bieten für das Rad, insbesondere beim maximalen Einfedern oder bei vollem Lenkeinschlag. Ein besonderes Problem entsteht bei engen Radkästen im Winter: Schneeketten benötigen zusätzlichen Platz, der in engen Radhäusern mancher Fahrzeuge bereits bei Serienbereifung nicht verfügbar ist. Ein Blick in die Betriebsanleitung klärt: Wer entgegen der Hersteller-Bestimmungen Schneeketten anlegt oder größere Reifendimensionen verwendet, riskiert Schäden am Blech, an der Radaufhängung, bis gar zur Beschädigung der Reifen während der Fahrt. Der Einsatz von Schneeketten ist in der Betriebsanleitung dann meist verboten.
In der Funktion als Spritzschutz muss das Radhaus nicht nur korrosionsbeständig sein gegenüber klarem, Salz- und Schmutzwasser, sondern auch gegenüber Öl und Benzin (z. B. beim Tankstellenbesuch). Es muss auch speziell geschützt sein gegenüber Steinschlag (Rollsplitt).
Bei Oldtimern besitzen die Räder häufig nur Schutzbleche, erst in moderneren Kraftfahrzeugen werden fast immer Radhäuser entworfen.

## Radkasten bei einem Schiff

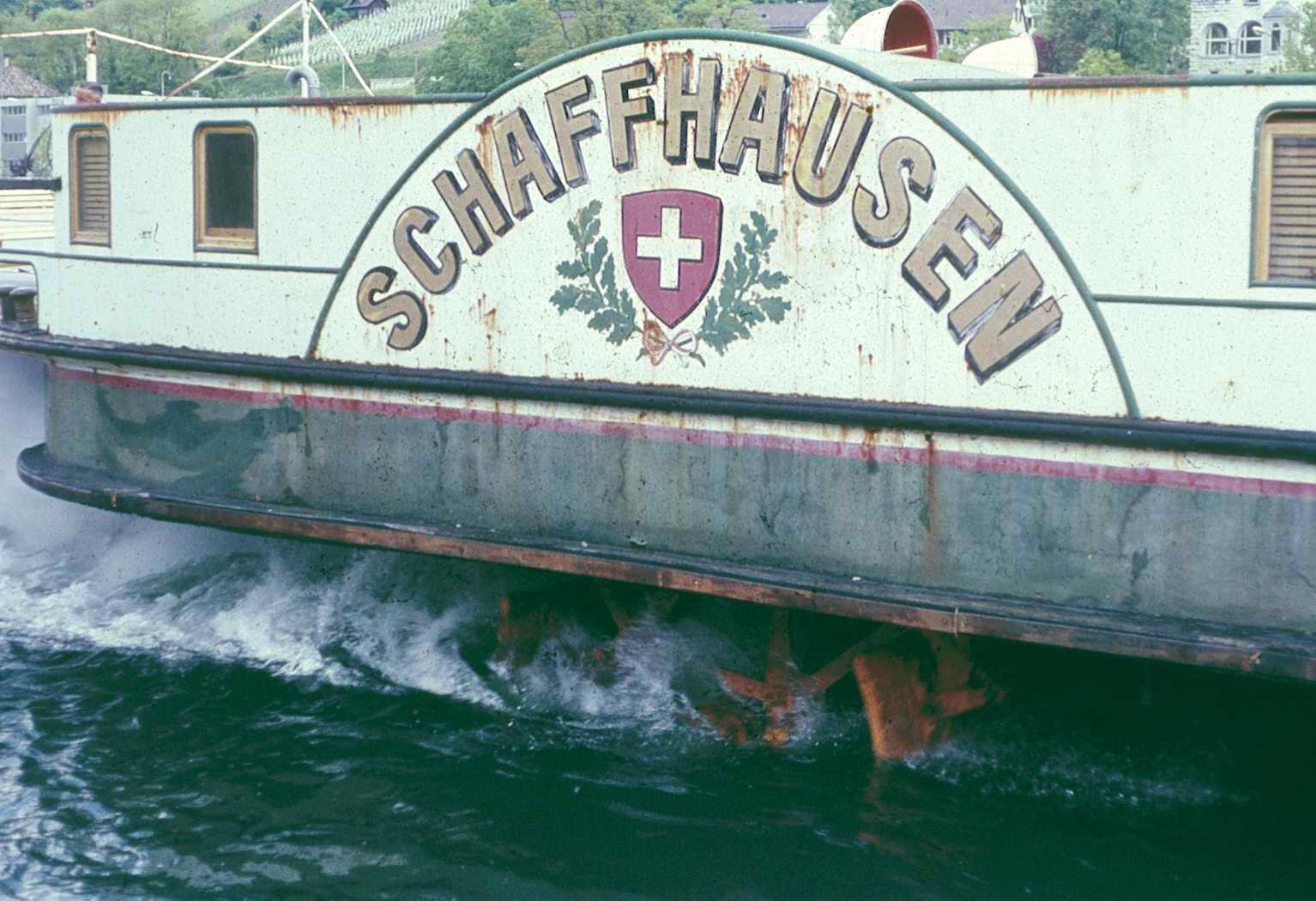
Radkasten des Seitenraddampfers Schaffhausen

Im Schiffbau versteht man unter Radkasten die beiden seitlich eines Seitenraddampfers bzw. das am Heck eines Heckradschiffes angebrachte Gehäuse der großen Schaufelräder, durch die das Schiff angetrieben wird.

## Radhaus für ein Wasserrad

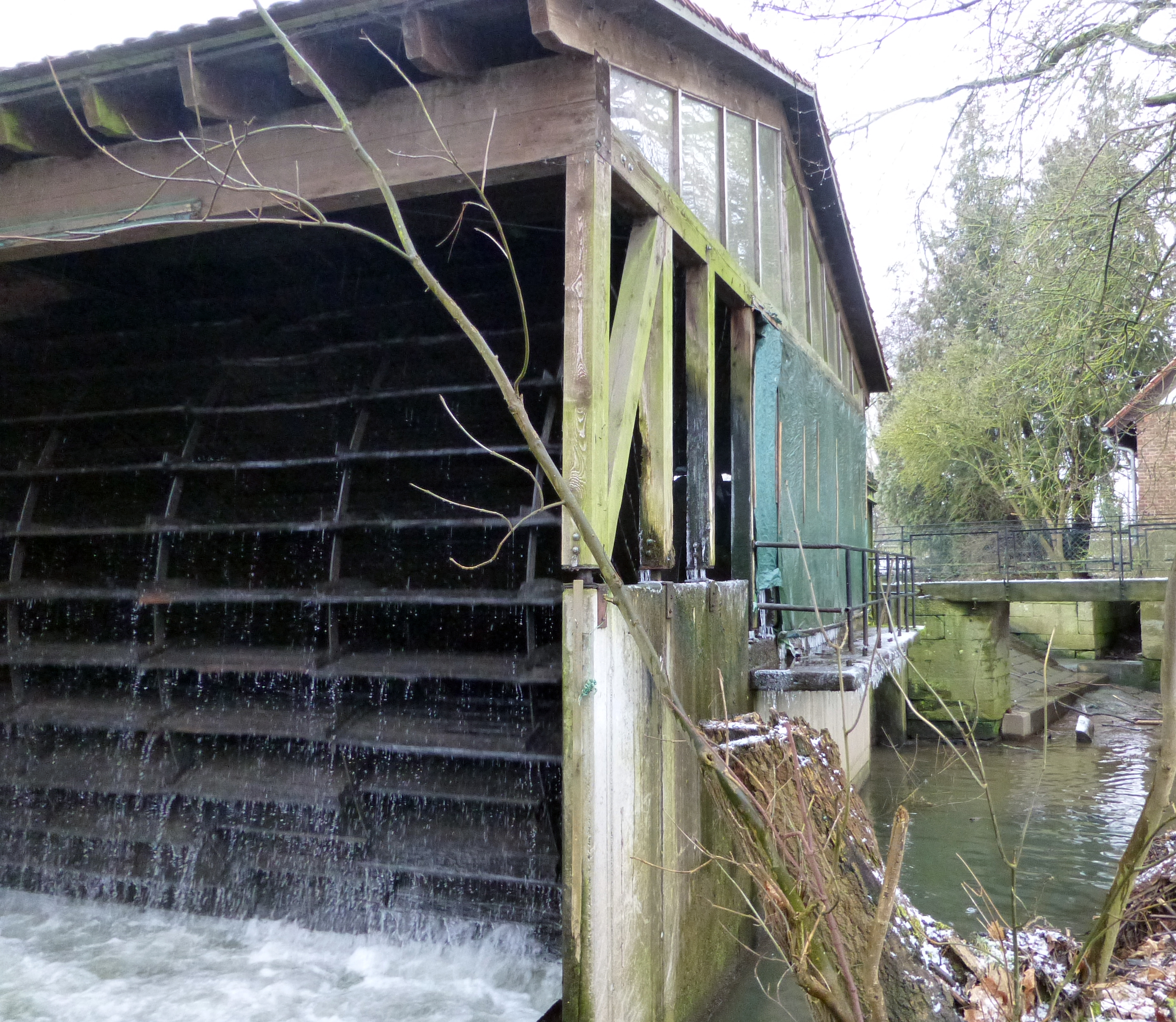
Radhaus mit Wasserrad, Wiesenmühle (Fulda)

Über ein Wasserrad, oder Mühlrad, kann die Lage- oder Bewegungsenergie des Wassers nutzbar gemacht werden. Um aus Holz gebaute Wasserräder vor Witterungseinflüssen zu schützen, wurden sie vielfach überdacht oder mit einem eigenen „Radhaus“ versehen.